# PCHA 1912

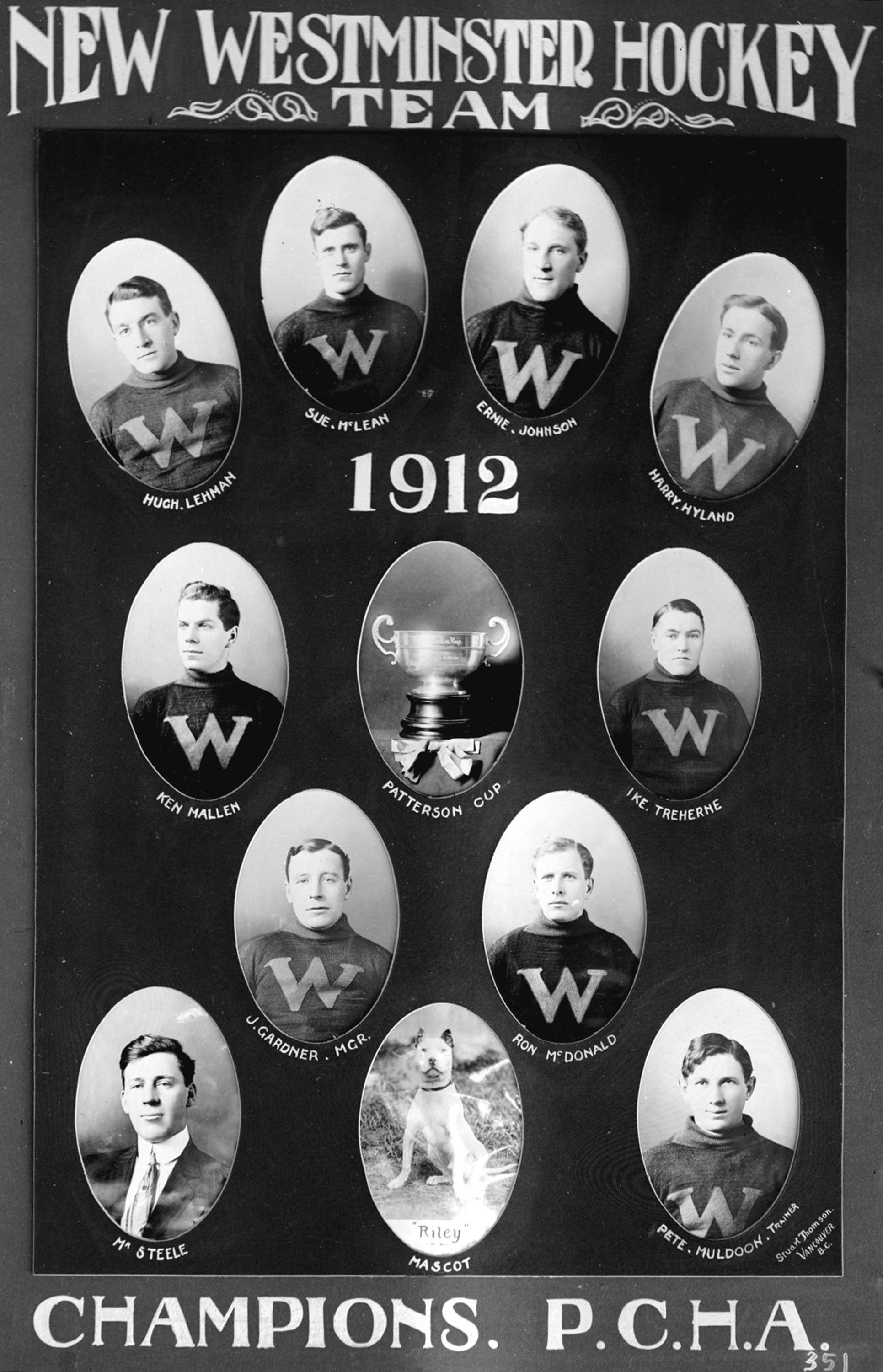
1912 års mästarlag i PCHA New Westminster Royals. Medurs från längst ner till vänster: Mr. Steele, Jimmy Gardner, Ken Mallen, Hugh Lehman, Archie "Sue" McLean, Ernie Johnson, Harry Hyland, George "Ike" Treherne, Ran McDonald och Pete Muldoon.

PCHA 1912 var den första säsongen av den professionella ishockeyligan Pacific Coast Hockey Association. Ligan grundades 7 december 1911 på initiativ av bröderna Lester och Frank Patrick och den första säsongen spelades mellan 2 januari 1912 och 19 mars 1912.

## Grundserie
PCHA-säsongen 1912 inbegrep tre lag från British Columbia; Victoria Senators, Vancouver Millionaires och New Westminster Royals. Victoria Senators spelade sina hemmamatcher i Patrick Arena i Greater Victoria medan Vancouver Millionaires och New Westminster Royals delade på Denman Arena i Vancouver. Lagen var avsedda att spela 16 matcher var men en match mellan New Westminster och Vancouver på slutet av säsongen ställdes in. New Westminster Royals vann ligan med 18 inspelade poäng på 15 matcher, fyra poäng före Vancouver Millionaires och Victoria Senators. New Westminster Royals avsåg efter säsongens slut även att utmana NHA-mästarna Quebec Bulldogs om Stanley Cup, men säsongen slutade alltför sent för att resa till östra Kanada och spela ishockey.
PCHA spelade, till skillnad från NHA som från och med säsongen 1911–12 spelade med sex spelare på isen, med sjumanna-regler inkluderat en rover, en fri spelarposition med utgångspunkt mellan försvarsspelarna och anfallsspelarna.

### Spelare
Lester och Frank Patrick rekryterade många av ligans spelare från den konkurrerande ligan National Hockey Association i östra Kanada. Bland de spelare från NHA som skrev kontrakt med PCHA-lagen säsongen 1912 fanns Newsy Lalonde, Harry Hyland, Moose Johnson, Jimmy Gardner och Don Smith. Från OPHL-laget Berlin Dutchmen kontrakterades målvakten Hughie Lehman.  Andra spelare som kontrakterades av PCHA-klubbar säsongen 1912 var bland annat Tommy Dunderdale, Tommy Phillips, Skinner Poulin och målvakten Bert Lindsay.

### Tabell
M = Matcher, V = Vinster, F = Förluster, O = Oavgjorda, GM = Gjorda mål, IM = Insläppta mål, P = Poäng
|                        | M  | V | F | O | GM  | IM | P  |
| ---------------------- | -- | - | - | - | --- | -- | -- |
| New Westminster Royals | 15 | 9 | 6 | 0 | 78  | 77 | 18 |
| Vancouver Millionaires | 15 | 7 | 8 | 0 | 102 | 94 | 14 |
| Victoria Senators      | 16 | 7 | 9 | 0 | 81  | 90 | 14 |

### Resultat
ÖT = Övertid
| Månad | Dag | Bortalag        | Mål | Hemmalag        | Mål       |
| ----- | --- | --------------- | --- | --------------- | --------- |
| Jan.  | 2   | New Westminster | 8   | Victoria        | 3         |
| Jan.  | 5   | Vancouver       | 8   | New Westminster | 3         |
| Jan.  | 9   | Victoria        | 8   | Vancouver       | 4         |
| Jan.  | 12  | Vancouver       | 7   | Victoria        | 10        |
| Jan.  | 16  | Victoria        | 3   | New Westminster | 4 ÖT 7:30 |
| Jan.  | 19  | New Westminster | 6   | Vancouver       | 4         |
| Jan.  | 23  | New Westminster | 2   | Victoria        | 3         |
| Jan.  | 26  | Victoria        | 8   | Vancouver       | 10        |
| Jan.  | 30  | Victoria        | 2   | New Westminster | 5         |
| Feb.  | 2†  | Vancouver       | 7   | New Westminster | 6 ÖT 3:30 |
| Feb.  | 6   | Vancouver       | 11  | New Westminster | 6         |
| Feb.  | 9   | Vancouver       | 7   | Victoria        | 8 ÖT 7:15 |
| Feb.  | 13  | Victoria        | 6   | Vancouver       | 4         |
| Feb.  | 16  | New Westminster | 4   | Victoria        | 2         |
| Feb.  | 20  | New Westminster | 2   | Vancouver       | 9         |
| Feb.  | 23  | Victoria        | 3   | New Westminster | 4         |
| Feb.  | 27  | Vancouver       | 7   | Victoria        | 3         |
| Mar.  | 1   | Victoria        | 7   | Vancouver       | 3         |
| Mar.  | 5   | New Westminster | 6   | Vancouver       | 10        |
| Mar.  | 8   | New Westminster | 5   | Victoria        | 1         |
| Mar.  | 12  | Victoria        | 6   | New Westminster | 10        |
| Mar.  | 15  | Vancouver       | 6   | Victoria        | 8         |
| Mar.  | 19  | New Westminster | 7   | Vancouver       | 5         |

† Spelades i Victoria.

### Målvaktsstatistik
M = Matcher, V = Vinster, F = Förluster, SM = Spelade minuter, IM = Insläppta mål, N = Hållna nollor, GIM = Genomsnitt insläppta mål per match
|               | Lag             | M  | V | F | SM  | IM | N | GIM  |
| ------------- | --------------- | -- | - | - | --- | -- | - | ---- |
| Hughie Lehman | New Westminster | 15 | 9 | 6 | 911 | 77 | 0 | 5.07 |
| Bert Lindsay  | Victoria        | 16 | 7 | 9 | 975 | 90 | 0 | 5.54 |
| Allan Parr    | Vancouver       | 15 | 7 | 8 | 911 | 94 | 0 | 6.19 |

### Poängliga
|                  | Lag             | Matcher | Mål |
| ---------------- | --------------- | ------- | --- |
| Newsy Lalonde    | Vancouver       | 15      | 27  |
| Harry Hyland     | New Westminster | 15      | 26  |
| Tommy Dunderdale | Victoria        | 16      | 24  |
| Frank Patrick    | Vancouver       | 15      | 23  |
| Don Smith        | Victoria        | 16      | 19  |
| Sibby Nichols    | Vancouver       | 15      | 19  |
| Tommy Phillips   | Vancouver       | 14      | 17  |
| Ran McDonald     | New Westminster | 15      | 16  |
| Ken Mallen       | New Westminster | 13      | 14  |
| Bobby Rowe       | Victoria        | 16      | 10  |
| Lester Patrick   | Victoria        | 16      | 10  |